# Ernst Otto Beckmann

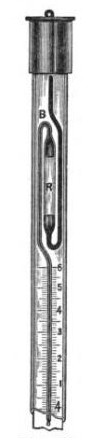
Termòmetre diferencial d'Ernst Otto Beckmann

Ernst Otto Beckmann (Solingen, Rin del Nord-Westfàlia, 4 de juliol de 1853 - 13 de juliol de 1923) fou un químic alemany que destacà per la seva invenció del termòmetre diferencial de Beckmann i pel descobriment de la transposició de Beckmann.

## Biografia
El pare d'Ernst Otto Beckmann fou Johannes Friedrich Wilhelm Beckmann, un industrial. La major fàbrica de Beckmann produïa tints minerals, pigments, productes abrasius, i polit de materials, i fou allà que el jove Beckmann realitzà els seus primers experiments químics. A l'edat de 17 anys, Beckmann fou persuadit pel seu pare per estudiar farmàcia en lloc de la química, i així el 1870 anà a estudiar a Elberfeld. No obstant això, Beckmann no gaudí de les condicions de treball i tornà a casa, amb la consegüent decepció del seu pare. Però després tornà a Elberfeld per acabar la seva carrera. Acabats els seus estudis treballà a farmàcies d'Arolsen, an der Burg Wupper, Leipzig i Colònia.
Per millorar els seus coneixements, el 1874, anà a estudiar un any amb Carl Remigius Fresenius a Wiesbaden. El 1875 es traslladà a la Universitat de Leipzig, on fou alumne dels químics Hermann Kolbe i Ernst von Meyer, i aconseguí graduar-se el 1878.
Després d'un any de servei militar voluntari, com a farmacèutic, Beckmann començà a estudiar toxicologia a la Technische Hochschule de Brunswick amb Robert Otto, rebent el seu títol el 1882. Tornà a Leipzig per a treballar com a professor amb Kolbe, però el títol que tenia no era suficient per a aquesta posició i hagué de fer estudis de llatí, grec i d'història el 1883. Després pogué tornar a treballar a Leipzig. Kolbe morí el 1884 i fou succeït per un dels seus crítics, Johannes Wislicenus. Això podria haver amenaçat la carrera acadèmica de Beckmann, però contràriament a les expectatives els dos químics es convertiren en col·legues i amics.

## Obra

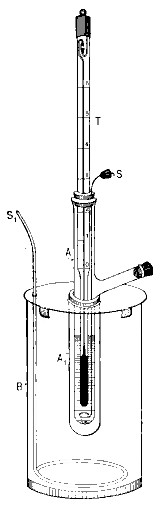
Calorímetre d'Ernst Otto Beckmann

Beckmann estudià una reacció ja coneguda per discriminar entre aldehids i cetones. La reacció implicava l'ús d'hidroxilamina per a convertir benzofenona en cetoxima. El tractament d'aquesta cetoxima amb reactius àcids, com el pentaclorur de fòsfor, dona lloc a una amida àcida substituïda. Aquesta reacció es coneix com a transposició de Beckmann.
El 1887, Wilhelm Ostwald es traslladà a Leipzig i Beckmann passà a ser el seu assistent. Beckmann utilitzà tècniques d'ebullioscòpia (elevació del punt d'ebullició) i crioscòpia (depressió del punt de congelació) per determinar masses moleculars de diverses substàncies. Aquestes mesures requereix una acurada determinació de les diferències de temperatura, en lloc de valors absoluts, i per dur-los a terme Beckmann dissenyà un calorímetre i inventà el termòmetre diferencial que porta el seu nom (termòmetre de Beckmann). La millora fou prou gran, respecte al mètode inicial de François Marie Raoult, que el mètode de Beckmann es convertí en estàndard en els laboratoris químics. No obstant això, a finals del segle xx, aquestes tècniques foren àmpliament superades per les determinacions de masses moleculars mitjançant instrumentació electrònica.
Fou durant aquest temps de treball amb Ostwald a Leipzig que Beckmann descobrí que el sodi i la benzofenona reaccionen en èter sec per produir una solució de color blau, ara se sap que a causa de la formació de radicals. Aquesta reacció segueix sent un estàndard entre els químics que investiguen l'estat anhidre de dissolvents.
Beckmann passà un any treballant en la Universitat de Giessen i després a la Universitat d'Erlangen, però el 1897 tornà a Leipzig per a la tercera vegada, com a Director del Laboratori de Química Aplicada. El 1912 se li encomanà la direcció d'una divisió del recent fundada Institut Kaiser Wilhelm de Química. Acceptà l'oferta i es mudà a Berlín l'1 d'abril de 1912, i allà hi quedà fins a la seva jubilació l'octubre de 1921. Després se li va permetre utilitzar un laboratori en l'institut, i tornà a treballar en la transposició de Beckmann i les mesures de propietats físiques de les solucions.